# Bühl (Baden)
Bühl (Alemannic thấp: Bihl) là một đô thị thuộc huyện Rastatt, bang Baden-Württemberg, tây nam nước Đức.